# Fantaisie variée
La Fantaisie, plus connue sous le nom de Fantaisie variée, est une œuvre concertante pour piano et orchestre de Nadia Boulanger composée en 1912.

## Présentation
La Fantaisie variée, ou simplement Fantaisie pour piano et orchestre, également désignée parfois, et par erreur, sous le titre de Rhapsodie variée, est composée du 7 novembre au 13 décembre 1912 et orchestrée les 23 et 24 décembre 1912. L'œuvre est composée à l'intention du pianiste Raoul Pugno, grand ami et amour de Nadia Boulanger,,.
Le manuscrit autographe du conducteur est conservé au Musée de la Musique. Il est signé et daté à la fin « 23-24 décembre 1912 ».
Longtemps inédite à l'édition, la partition est publiée en 2022 sous l'égide du Centre international Nadia et Lili Boulanger par les Alphonse Leduc, sous la supervision d'Anthony Girard.
L'instrumentation de la pièce est : 3 flûtes (la troisième jouant piccolo), 3 hautbois (le troisième jouant cor anglais), 2 clarinettes, 3 bassons (le troisième jouant sarrusophone ou contrebasson), 4 cors, 2 trompettes, 3 trombones, 1 tuba, timbales, percussions (cymbales, grosse caisse, tambour, triangle), harpe et cordes,,.
Il existe également une réduction pour deux pianos de la partition.

## Création
La Fantaisie variée est créée le 17 janvier 1913 à Berlin, à la Königlichen Hochschule für Musik, par Raoul Pugno (piano) et le Blüthner-Orchester sous la direction de Nadia Boulanger, à l'occasion d'un concert organisé par le Deutscher Lyceum-Club.
La première audition française se déroule le 9 février 1913 à Paris, aux Concerts Lamoureux, sous la direction de Camille Chevillard, avec Raoul Pugno en soliste. La première audition en Belgique a lieu à Anvers le 26 février 1913 à la Société royale de zoologie, avec Pugno sous la direction d'Edward Keurvels.
La version pour deux pianos est notamment jouée par Nadia Boulanger et Léon Moreau à Paris, le 15 novembre 1917, au Festival de musique féminine.

## Commentaires
La Fantaisie variée pour piano et orchestre est d'une durée moyenne d'exécution de vingt minutes environ,. La pièce est écrite suivant le principe du thème et variations.
Louis Vuillemin, après la création parisienne, écrit dans Comœdia, à propos de l'œuvre : « Librement conçue, et sur un seul thème, elle s’expose simplement, se développe avec sûreté, s’épanouit enfin avec une vigueur pittoresque et toute masculine ».
Et Henri Quittard, dans Le Figaro : « Un thème unique, d'un caractère d'ailleurs très musical, y apparaît varié, présenté plutôt de plusieurs façons, d'expression assez diverses ».
La musicologue Hélène Cao relève que « sur le manuscrit, il est indiqué que l’œuvre se fonde sur un chant populaire russe. La technique de la variation et le principe d’une forme continue dont les sections s’enchaînent sont hérités des Variations symphoniques de César Franck. Nadia Boulanger a peut-être aussi été marquée par le Concertstück de Pugno, créé en 1912 sous sa direction lors de ses débuts comme cheffe d’orchestre. Par ailleurs, le thème de sa Fantaisie possède quelques liens de parenté avec celui du Thème et variations pour piano auquel travaillait sa sœur Lili au même moment ».
Dans le catalogue des œuvres de Nadia Boulanger établi par la musicologue Alexandra Laederich, Fantaisie [variée] porte le numéro NB 44.

## Discographie
- Tansman, Boulanger, Gershwin, David Greilsammer (piano), Orchestre philharmonique de Radio France, Steven Sloane (dir.), Naïve, 2010[12].
- Boulanger, Fauré, Hahn, William Youn (piano), Rundfunk-Sinfonieorchester Berlin, Valentin Uryupin (dir.), Sony Classical, 2 CD, 2024[13].